# Sportåret 1810

## Händelser

### Boxning

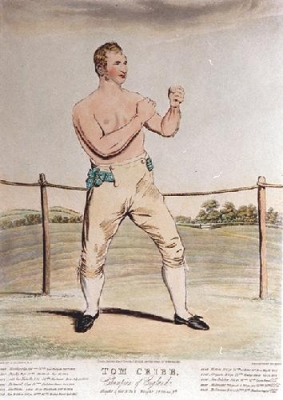
Tom Cribb.

- 1 maj – Bill Richmond besegrar Jack Power. Matchen varar i 15 minuter.[1]

- 24 juli – Tom Molineaux besegrar Jack Burrowes. Matchen varar i mindre än en timme.[2]

- 21 augusti – Tom Molineaux besegrar Tom Blake. Matchen varar i 17 minuter över åtta ronder.[2]

- 18 december – Tom Cribb besegrar Tom Molineaux i Copthall Common och försvarar därmed sin engelska mästerskapstitel i tungvikt. Matchen varar i 55 minuter över 33 eller 40 ronder.[3]